# 峰尾镇
峰尾镇，又稱圭峰，是中华人民共和国福建省泉州市泉港区下辖的一个乡镇级行政单位。

## 行政区划
峰尾镇下辖以下地区：
诚峰村、诚平村、前亭村、上楼村、峥嵘村、郭厝村、联岩村和奎璧村。